# Metaflumizon
Metaflumizon ist ein Insektizid aus der Gruppe der Semicarbazone. Der Wirkstoff ist ein Natriumkanal-Antagonist, der die Reizleitung bei Insekten beeinträchtigt und damit zu einer Lähmung und zum Tod von Insekten führt.

## Isomerie
Es gibt zwei Isomere des Wirkstoffs, das (E)-Isomer und das (Z)-Isomer. Im technischen Metaflumizon ist das Isomerenverhältnis (E):(Z) etwa 9 : 1.

## Zulassung und Handelsnamen
Metaflumizon war in Deutschland als Ektoparasitikum für Hunde und Katzen zugelassen. Als Monopräparat wurde es unter dem Handelsnamen ProMeris für Katzen vermarktet, ist aber seit 30. Juni 2018 nicht mehr verkehrsfähig. Gleiches gilt für das ehemalige Kombinationspräparat mit Amitraz namens ProMeris Duo.
In einer Reihe von Staaten der EU, unter anderem Österreich, nicht aber in Deutschland und der Schweiz waren Pflanzenschutzmittel mit diesem Wirkstoff zugelassen (Handelsname Alverde). Die Zulassung von Metflumizon in der EU lief zum 31. Dezember 2024 aus.